# لوتسیه ژاچکووا
لوتسیه ژاچکووا (چکی: Lucie Žáčková؛ زادهٔ ۱۶ فوریهٔ ۱۹۷۸) بازیگر اهل جمهوری چک است. او یک مسیحی دوباره زاده‌شده است.
از فیلم‌ها یا برنامه‌های تلویزیونی که وی در آن نقش داشته‌است، می‌توان به سبزه‌مار و کبرا و شهر خورشید اشاره کرد.
او بابت فعالیت‌های هنری خود برندهٔ جوایز متعددی شده‌است که از آن میان می‌توان به شیر چک، جایزه تالیا و جایزهٔ آلفرد رادوک اشاره نمود.